# مارتينا بورغ
مارتينا بورغ (بالإنجليزية: Martina Borg)‏ (24 أكتوبر 1996 بمالطا - ) هي مدربة كرة قدم ولاعبة كرة قدم مالطية في مركز الوسط. شاركت مع منتخب مالطا الوطني لكرة القدم للسيدات. أما مع النوادي، فقد لعبت مع نادي هيبرنيانز.

## وصلات خارجية
- مارتينا بورغ على موقع الاتحاد الأوربي (الإنجليزية)
- مارتينا بورغ على موقع قاعدة بيانات كرة القدم.إي يو (الإنجليزية)
- مارتينا بورغ على موقع Soccerway.com (الإنجليزية)
- مارتينا بورغ على موقع عالم كرة القدم.نت (الإنجليزية)